# Conrad McRae
Conrad Bastien McRae (New York, 11 gennaio 1971 – Irvine, 10 luglio 2000) è stato un cestista statunitense, professionista in Turchia, Italia, Grecia e Francia.

## Caratteristiche tecniche
Grazie al suo atletismo, era un centro dalle spiccate doti di schiacciatore, stoppatore e rimbalzista.

## Carriera

McRae in maglia Fortitudo

Terminato il periodo universitario presso l'Università di Syracuse, la sua carriera si sviluppò prevalentemente in Europa, con i primi contratti in Turchia al Fenerbahçe nel 1993-1994 e in Francia al Pau-Orthez nel 1994-1995.
Dopo aver vinto sia il campionato turco che la Coppa Korać nel 1995-1996 con l'Efes Pilsen, firmò per la prima volta con una squadra italiana con l'ingaggio da parte della Fortitudo Bologna. "Mangiafuoco" (questo il soprannome datogli per aver schiacciato con una palla infuocata sopra a tre persone durante un ULEB All-Star Game ai tempi del Pau-Orthez)  rimase in biancoblu per la stagione 1996-1997, nella quale viaggiò a 11,9 punti e 9,3 rimbalzi in regular season che diventarono poi 12,9 punti e 8,7 rimbalzi ai play-off. Quell'anno la Fortitudo arrivò a sfiorare il primo scudetto della propria storia, arrivando fino alla decisiva gara5 delle finali play-off persa 84-82 contro la Benetton Treviso.
L'anno seguente giocò in Grecia, al PAOK Salonicco, poi ritornò a vestire i colori del Fenerbahçe.
Per la stagione 1999-2000 fece ritorno nella Serie A1 italiana, ingaggiato dalla Pallacanestro Trieste. Con la formazione giuliana mise a referto 10,9 punti e 11 rimbalzi di media in regular season, oltre ai 10,4 punti e 9,2 rimbalzi di media nelle cinque gare disputate dai biancorossi nei play-off.
Il 10 luglio 2000, a circa due mesi e mezzo dalla fine della parentesi triestina, McRae morì in un ospedale californiano dopo essere crollato sul parquet sul finire di un allenamento con gli Orlando Magic, franchigia a cui si era temporaneamente unito in vista della Summer Pro League di Long Beach. Quella non fu tuttavia la prima volta che McRae manifestò problemi cardiaci: nell'aprile 1999, prima di una partita durante il contratto di 10 giorni con i Denver Nuggets, perse conoscenza e fu ricoverato. Il giorno seguente, durante uno stress test su un tapis roulant, svenì nuovamente. Un'autopsia rivelò successivamente che egli soffriva di cardiomiopatia ipertrofica.
L'Assistant Coach di Syracuse, Bernie Fine, rimasto in buoni rapporti con lui dai tempi dell'Università, dichiarò in un'intervista due giorni dopo la sua morte, che l'aveva sentito per telefono qualche settimana prima e Conrad gli disse in quell'occasione, che si sarebbe dovuto sposare il 5 agosto del 2000, appena 26 giorni dopo la sua morte.

## Palmarès

### Squadra
- Campionato turco: 1

Efes Pilsen: 1995-96
- Coppa Korać: 1

Efes Pilsen: 1995-96

### Individuale
- McDonald's All-American Game (1989)